# James F. Calvert

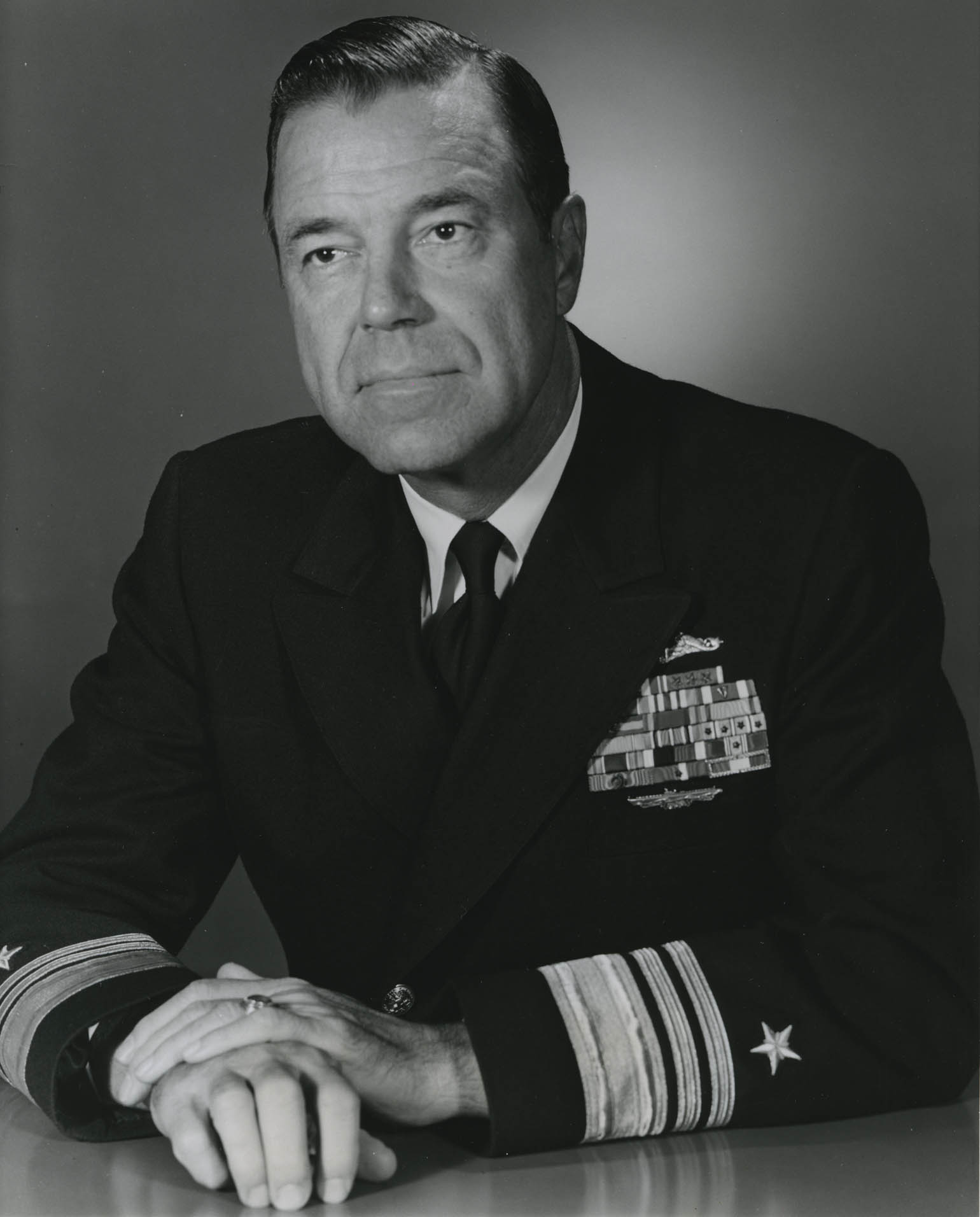
James F. Calvert

James Francis Calvert (* 8. September 1920 in Cleveland, Cuyahoga County, Ohio; † 3. Juni 2009 in Bryn Mawr, Montgomery County, Pennsylvania) war ein Vizeadmiral der United States Navy. Er war unter anderem Leiter (Superintendent) der United States Naval Academy (USNA).

## Leben
Calvert war ein Sohn von Charles Spence Calvert (1873–1956) und dessen Frau Grace G. Gholson (1884–1947) und besuchte die öffentlichen Schulen seiner Heimat. Im Jahr 1942 absolvierte er die United States Naval Academy in Annapolis in Maryland. In der amerikanischen Kriegsmarine durchlief er anschließend alle Offiziersränge bis zum Vizeadmiral.
Nach seiner Graduation an der Marineakademie erhielt er eine Ausbildung zum U-Boot-Offizier. Anschließend wurde er der USS Jack (SS-259) einem U-Boot der Gato-Klasse zugeteilt. Calvert blieb bis kurz vor dem Ende des Zweiten Weltkriegs Mitglied der Besatzung dieses U-Boots, das im Pazifik eingesetzt war und mehrere japanische Schiffe versenkte. Anschließend diente er auf dem U-Boot USS Haddo (SS-255), das ebenfalls zur Gato-Klasse gehörte und auch im pazifischen Raum operierte.
Zwischen Dezember 1945 und März 1948 war James Calvert Lehrer an der U-Boot-Schule (TDC Instructor at the Submarine School). In der Folge war er zunächst Erster Offizier auf der USS Charr (SS-328), einem U-Boot der Balao-Klasse. Dann gehörte er für einige Zeit der Personalverwaltung im Hauptquartier der Marine an (Bureau of Naval Personnel). Dabei war er in der für das U-Boot-Wesen zuständigen Unterabteilung tätig. Zwischen August 1952 und Januar 1953 war Calvert Erster Offizier auf der USS Harder (SS-568), einem U-Boot der Tang-Class.
Anschließend erhielt er das Kommando über die USS Trigger (SS-564), ein weiteres U-Boot der Tang-Class. Diese Aufgabe erfüllte er zwischen Januar 1953 und April 1955. Danach war er für einige Zeit bei der United States Atomic Energy Commission tätig. Im weiteren Verlauf erhielt er das Kommando über die USS Skate ein gerade fertiggestelltes atomgetriebenes U-Boot. Dieses Kommando bekleidete er bis zum September 1959. Seit Februar 1958 lief das Boot mehrere europäische Häfen an. Im Sommer 1958 tauchte die USS Skate unter der arktischen Eiskappe und tauchte neun Mal durch arktisches Eis auf. Nach der USS Nautilus war die USS Skate das zweite Boot das den Nordpol erreichte und das erste U-Boot, das hier auftauchte. Im März 1959 machte sie eine weitere Arktisfahrt. Dabei wurde in einer feierlichen Zeremonie am Nordpol die Asche des Polarforschers Hubert Wilkins verstreut.
Im September 1959 erhielt James Calvert das Kommando über die 102. U-Boot-Division (Submarine Division ONE HUNDRED TWO). Dieses Amt bekleidete er bis zum Jahr 1961. Anschließend studierte er ein Jahr lang am National War College in Fort Lesley J. McNair in Washington, D.C. Im Juli 1962 wurde er zum Stab des Chief of Naval Operations versetzt. Dort leitete er bis zum Juli 1964 die für Europa- und NATO-Angelegenheiten zuständige Unterabteilung (Head of the Europe and NATO Branch).
In der Folge gehörte er für einige Zeit der Fakultät des Armed Forces Staff College in Norfolk in Virginia an. Im August 1965 kehrte er zum Stab des Chief of Naval Operations zurück. Dort leitete er eine Unterabteilung (Director of the Politico-Military Policy Division). Als Nächstes übernahm er im Juni 1967 das Kommando über die 8. Kreuzer- und Zerstörerflottille (Cruiser Destroyer Flotilla EIGHT).
Am 20. Juli 1968 übernahm er als Nachfolger von Lawrence Heyworth Jr. als Superintendent die Leitung der Marineakademie in Annapolis. Dieses Amt bekleidete er bis zum 16. Juni 1972 als William P. Mack seine Nachfolge antrat. In den Monaten Juli und August 1968 kommandierte er zusätzlich den Marinebezirk um die Bundeshauptstadt Washington, D.C. (Commandant of the Naval District, Washington, DC.) Anschließend wurde er letzter Kommandeur der 1. Flotte (United States First Fleet), die am 30. Januar 1973 aufgelöst wurde. Gleichzeitig schied Calvert aus dem aktiven Militärdienst aus.
James Calvert verbrachte seine letzten Lebensjahre in Bryn Mawr in Pennsylvania. Dort verstarb er am 3. Juni 2009. Er wurde auf dem Friedhof der Marineakademie in Annapolis beigesetzt.

## Orden und Auszeichnungen
James Calvert erhielt im Lauf seiner militärischen Laufbahn unter anderem folgende Auszeichnungen:
- Navy Distinguished Service Medal
- Silver Star
- Legion of Merit
- Bronze Star Medal
- Presidential Unit Citation
- Joint Service Commendation Medal
- American Defense Campaign Medal
- World War II Victory Medal
- Navy Occupation Service Medal,
- China Service Medal
- National Defense Service Medal